# Persecuzione antireligiosa nella Romania comunista
Con persecuzione anti-religiosa nella Romania comunista si fa riferimento alla campagna anti-religiosa avviata dalla Repubblica Socialista di Romania che, ai sensi della dottrina dell'ateismo marxista-leninista, assunse una posizione ostile alla religione e aveva come scopo finale una società atea, in cui la religione sarebbe stata riconosciuta come l'ideologia della borghesia.

## Ambito
Il governo comunista rumeno raggiunse un incredibile livello di controllo, rispetto alle altre nazioni del blocco orientale, della più grande comunità religiosa della nazione: la Chiesa ortodossa rumena. Questo controllo venne utilizzato per promuovere il sostegno politico al regime e per manipolare l'immagine del paese all'estero.
Nonostante questo, in Romania oltre 5 000 sacerdoti ortodossi furono imprigionati. L'arcieparchia ortodossa di Vad, Feleac e Cluj, ha raccolto ad esempio le biografie di 1 700 ecclesiastici incarcerati.

## 1945-1965
Nel 1961 Gheorghe Gheorghiu-Dej, capo della Romania comunista, dichiarò che oltre 80 000 persone furono arrestate tra il 1945 e il 1952 e che di esse, 30 000 furono imprigionate. Il numero comprendeva chierici e laici che erano stati condannati dopo aver affermato le loro convinzioni religiose. Tuttavia, gli ortodossi non soffrirono persecuzioni di massa e la Chiesa ortodossa rumena trasse notevole beneficio della collaborazione con il regime.
Il Partito Comunista dell'Unione Sovietica, in accordo con l'interpretazione marxista-leninista della storia, considerava la religione un residuo capitalista che sarebbe inevitabilmente scomparso quando la sua base sociale sarebbe scomparsa.
La Chiesa ortodossa rumena aveva una lunga storia di sottomissione al dominio dei sovrani e quando i comunisti presero il potere dopo che l'esercito sovietico "liberò" il Regno di Romania, i comunisti usarono questa tradizione a loro vantaggio. Il 30 dicembre 1947 venne ufficialmente proclamata la Repubblica Socialista di Romania e la Chiesa ortodossa rumena trovò utile la collaborazione con il nuovo Stato. Questa collaborazione portò la Romania a intraprendere un percorso diverso verso la laicizzazione della società rispetto all'Unione Sovietica, perché il regime riteneva che la Chiesa sottomessa fosse uno strumento molto efficace per mantenere il potere. Pertanto, mentre lo Stato vedeva la religione come qualcosa che non avrebbe avuto un posto fisso nella visione futura per il paese, tuttavia lo considerava uno strumento molto importante a breve termine in quanto molti rumeni aderivano alle credenze religiose. Ciononostante, fino al 1965, lo Stato fece notevoli sforzi per indebolire il ruolo della Chiesa nella società, abolì i precedenti privilegi ad essa concessi ed eliminò le sue attività educative e caritatevoli.
In seguito al nuovo allargamento della Romania alla fine della seconda guerra mondiale, con la restituzione della Transilvania settentrionale dopo l'annullamento del secondo arbitrato di Vienna, le minoranze etniche non ortodosse divennero più numerose. Si svilupparono delle rivalità nei diversi gruppi religiosi e il governo utilizzò questo a proprio vantaggio lasciando che la Chiesa ortodossa rumena rafforzasse la sua posizione nella società in cambio di un maggiore controllo degli organi comunisti su di essa.
Nel 1948 il governo abolì la Chiesa greco-cattolica rumena, che con 1,5 milioni di fedeli era il secondo più grande raggruppamento religioso nel paese,) e la incorporò forzatamente alla Chiesa ortodossa rumena. Questo seguì a una misura simile impiegata da Stalin contro i greco-cattolici ucraini dell'Unione Sovietica, poco dopo la fine della guerra. La misura fu presentata come un movimento popolare che ebbe inizio all'interno della Chiese cattolica di rito orientale. Infatti, un piccolo gruppo di 37 sacerdoti greco-cattolici firmò un documento che approvava l'unione. Essi furono poi scomunicati dai vescovi. Questo evento venne salutato come portatore di libertà per il popolo e favorevole al raggiungimento dell'unità nazionale. Il patriarca Justinian Marina accolse i nuovi fedeli e sostenne la decisione del governo.
Nella prima settimana dell'unione, 6 vescovi e 25 sacerdoti greco-cattolici vennero arrestati per la loro opposizione al cambiamento. Inizialmente il governo temeva di sottoporli a processo, a causa delle reazioni di massa che avevano seguito analoghi arresti in Bulgaria e Ungheria, e vennero posti agli arresti domiciliari. Più tardi furono trasferiti nella prigione di Sighetu Marmației con altri chierici. È noto che 11 vescovi furono incarcerati. La Chiesa greco-cattolica fu completamente bandita. Molti dei suoi membri che scelsero di non unirsi alla Chiesa ortodossa continuarono a operare in segreto o passarono al rito romano (ancora legale). Tutte le proprietà della Chiesa greco-cattolica rumena vennero confiscate e, la maggior parte di esse, consegnate alla comunità ortodossa.
Un totale di 400 sacerdoti greco-cattolici furono uccisi dallo Stato. Vennero confiscate oltre 2000 chiese greco-cattoliche, la maggior parte delle quali non sono ancora state restituite dalla Chiesa ortodossa rumena, a decenni dalla caduta del comunismo.
Il concordato del 1927 con la Santa Sede fu abolito e tutte le scuole cattoliche vennero sequestrate dallo Stato. Il Vaticano fu trattato come una minaccia per la Romania. Gheorghe Gheorghiu-Dej affermò:
Seguendo le orme dell'Unione Sovietica, il regime mise fuori legge le istituzioni di educazione religiosa per la popolazione. L'articolo 27 della nuova Costituzione affermava:
Il Ministero della pubblica istruzione ordinò la rimozione degli oggetti religiosi dalle scuole (comprese molte icone) e li rimpiazzò con le immagini dei leader comunisti. Il lavoro antireligioso nelle scuole venne ostacolato da genitori che non mandarono i loro figli alle scuole all'inizio dell'anno scolastico e da insegnanti che sfidarono le istruzioni chiedendo agli studenti di pregare. La Securitate scoprì che molti attivisti comunisti erano persone di fede religiosa. La Chiesa ortodossa rumena, per fare un compromesso con l'opera antireligiosa dello Stato, chiese alle scuole di restituire le icone alle chiese.
In teoria, le confessioni religiose potevano essere organizzate e funzionare, ma in pratica il regime trovava molti modi per sopprimere coloro che minacciavano la "sicurezza pubblica". Fu approvata una legislazione che prese il controllo di tutti gli aspetti della vita religiosa, obbligò tutte le confessioni religiose ad avere organizzazioni centrali che richiedevano l'approvazione dello Stato, proibì l'organizzazione di partiti politici su basi confessionali e impose che tutti i leader religiosi fossero essere registrati e approvati dal governo. La Chiesa ortodossa rumena fu costretta a chiudere i suoi seminari e conservò solo tre istituti per l'insegnamento teologico, un seminario per monaci e due seminari per suore. Ai cattolici romani e ai protestanti era concesso un seminario. Furono designati degli ispettori governativi per controllare le Chiese e le pubblicazioni ecclesiastiche furono ridotte e censurate.
Il patriarca ortodosso rumeno Nicodim Munteanu, che non si era opposto all'installazione del nuovo regime postbellico, fu tuttavia reticente sull'ascesa del comunismo e si dimostrò un ostacolo nei tentativi iniziali del regime di prendere il controllo della Chiesa. Il 27 febbraio 1948 morì in circostanze per alcuni poco chiare. Nei mesi seguenti, quando si doveva scegliere un nuovo patriarca, anche il metropolita di Moldavia e Bucovina Irineu Mihălcescu, che si pensava fosse il successore naturale di Nicodim, morì in circostanze inspiegabili. Il metropolita Justinian Marina, un vescovo che aveva pubblicato una nuova dottrina per la Chiesa chiamata "apostolato sociale" e che forgiò la cooperazione tra la Chiesa e il governo, fu eletto nuovo patriarca della Chiesa ortodossa rumena. Da questo punto in poi, nella storia della Repubblica Socialista di Romania, il regime controllò il Patriarcato e si assicurò che solo i candidati a loro fedeli ottenessero ruoli di responsabilità.
I comunisti ottennero il pieno controllo della Chiesa e iniziarono a perseguitare i suoi membri, mentre la gerarchia aveva chiuso un occhio su questo e persino cooperato usando le sue risorse per aiutare lo Stato nella sua campagna di terrore contro i dissidenti. La gerarchia inoltre negò l'esistenza di una persecuzione. Ai comunisti fu permesso di scegliere chi serviva nella Chiesa, chi poteva essere ammesso al seminario e persino quale sarebbe stato il contenuto dei sermoni. Le elezioni degli organismi clericali nazionali furono dominate dal Partito che impose i propri candidati e riempì gli uffici di impiegati a lui fedeli. I sacerdoti che erano contrari ai comunisti furono rimossi e la stessa gerarchia ecclesiastica poteva persino licenziarli. I vescovi cominciarono a criticare apertamente l'Occidente ed elogiarono le conquiste politiche dell'Unione Sovietica. Le lettere pastorali del patriarca Justinian Marina avevano spesso forti messaggi politici che criticavano sia l'Occidente che i cattolici. Si diffuse una nuova teologia che univa l'ideologia marxista-leninista agli insegnamenti ortodossi.
Questi cambiamenti nella Chiesa furono presentati all'occhio del pubblico non come un tentativo da parte dello stato di controllare la religione, ma piuttosto come una decisione popolare tra i cristiani della nazione di abbracciare il comunismo.
In compenso alla sua completa sottomissione, la Chiesa ortodossa rumena ottenne molti privilegi, oltre alla soppressione summenzionata di gruppi religiosi rivali nel paese. A differenza dell'Unione Sovietica, in cui il clero era pagato solo da donazioni e tassate con aliquote molto elevate, o come in Bulgaria, dove il clero riceveva dallo Stato un salario a livello di sussistenza, i chierici rumeni ricevevano uno stipendio dal governo che era equivalente al salario medio della popolazione. La Chiesa ricevette anche grandi sussidi pubblici per il restauro e la costruzione di trenta chiese dopo la fine della guerra. Tuttavia non ricevette il sostegno delle Chiese ortodosse dei paesi limitrofi. La Chiesa ortodossa rumena era l'unico gruppo religioso del blocco orientale che pubblicava liberamente quantità significative di opere religiose e liturgiche, oltre a traduzioni di libri occidentali. Il patriarca Justinian Marina divenne una figura pubblica visibile, non in concorrenza ma in sottomissione al sistema, e fu spesso ospite dei ricevimenti diplomatici di Stato. Il governo permise alla Chiesa ortodossa di canonizzare i primi santi ortodossi rumeni nel 1955.
Nonostante questa buona relazione, il regime tentò comunque di indottrinare la popolazione, specialmente i giovani, con l'ateismo. Gli studenti furono costretti a partecipare a speciali assemblee pioniere che coincidevano con le feste religiose. Durante la festa del battesimo di Gesù del 1948 (tradizionalmente celebrata in Romania dal Patriarca ortodosso per benedire il monarca e la sua regina per l'anno successivo), più di 170 000 "volontari" furono inviati a lavorare nei cantieri nazionali per celebrare il classe lavoratrice. Nel 1949 si formò un'organizzazione anti-religiosa basata su modelli sovietici, che fu chiamata Società per la divulgazione della scienza e della cultura. Il suo scopo era quello di "propagare tra le masse lavoratrici la conoscenza politica e scientifica per combattere l'oscurantismo, la superstizione, il misticismo e tutte le altre influenze delle ideologie borghesi". I principali intellettuali comunisti si unirono a questa società che venne organizzata in organizzazioni regionali e filiali in tutto il paese e reclutò migliaia di propagandisti per tenere conferenze in tutto il paese.
La Securitate scoprì che si era sviluppata una grande voragine tra la gerarchia ecclesiastica e i laici. Questi ultimi erano soggetti a cattive condizioni economiche e persecuzioni anti-religiose, mentre la loro gerarchia godeva di ottimi rapporti con lo Stato. Anche i figli di Gheorghe Gheorghiu-Dej andavano spesso a casa del patriarca Justinian Marina dove consumavano pasti sontuosi.
L'Accademia rumena fu riorganizzata e diverse importanti figure religiose vennero rimosse dall'appartenenza. Nel 1949, una fazione della Chiesa ortodossa conosciuta come l'"esercito del Signore" (Oastea Domnului) fu messa fuori legge.
La riforma agraria intrapresa in Romania seguì il modello sovietico della collettivizzazione. Come in altri Stati comunisti, il governo voleva privare la Chiesa delle sue terre. Essa era infatti uno dei più grandi proprietari terrieri del paese. Il governo rumeno fu molto cauto nell'evitare di agire in modo conflittuale su questo tema e quindi organizzò le cose in modo tale che fossero i preti ad andare su base individuale a dichiarare pubblicamente che non potevano lavorare la terra e che volevano sostenere la trasformazione comunista della nazione. In sostanza che stavano dando liberamente la loro terra al popolo. Il patriarca applaudì la misura e invitò i contadini proprietari a seguire l'esempio abbandonando la loro terra alla collettivizzazione.
Nella sua lettera pastorale sulla collettivizzazione, il patriarca applaudì l'alto livello di libertà religiosa presente in Romania, dove lo Stato non solo garantì ma "difese" la Chiesa e denunciò il precedente Concordato che aveva portato ingiustizie.
In seguito ai programmi di riorientamento sociale del 1949, molti sacerdoti ritenuti "reazionari" dallo Stato furono arrestati.
I monasteri dovevano diventare centri artigianali. Il patriarca riformò il monachesimo in modo tale che ogni monaco o monaca avrebbe avuto un utile commercio in modo che il monachesimo non fosse considerato un anacronismo  e impose ai futuri monaci e monache un periodo di almeno 7 anni di educazione. Negli '50 i monasteri furono soppressi. Diverse ondate di chiusure di seminari monastici e monasteri ebbero luogo tra il 1958 e il 1964, in coincidenza con la campagna anti-religiosa predisposta da Nikita Chruščëv nello stesso periodo. Circa 4000 monaci e monache furono imprigionati o costretti a "ritornare al secolo".
I credenti imprigionati potevano essere soggetti a processi di lavaggio del cervello e indottrinamento ateistico in carcere. Richard Wurmbrand, un pastore luterano rumeno, riuscì a emigrare in Occidente negli anni '60, dopo quattordici anni di carcere. Egli testimoniò al Congresso degli Stati Uniti d'America e diede un resoconto dettagliato delle torture subite da lui e altri in carcere. Parlò così del lavaggio del cervello:
Ai chierici fu richiesto di iscriversi a classi statali di "corsi missionari", intesi a indottrinarli. Fu loro richiesto di superare gli esami finali in questi corsi per servire come sacerdoti. I loro voti determinavano a quale parrocchia sarebbero stati assegnati. A chi aveva ricevuto voti migliori sarebbe stata assegnata una parrocchia migliore e anche la paga del sacerdote era diversa. Dopo la laurea, erano anche tenuti a partecipare a conferenze annuali che prevedevano temi sia religiosi che politici. Dopo tre assenze, potevano essere privati del loro incarico. Anche ai cantori delle chiese fu richiesto di partecipare a conferenze simili. I temi politici delle conferenze includevano argomenti come "La Chiesa non dovrebbe essere statica", "La Chiesa ortodossa e la Chiesa ortodossa russa", "L'anti-progressismo vaticano", "Il problema cattolico nella Repubblica popolare di Romania" e "La libertà religiosa in Repubblica popolare di Romania".
Il patriarca ebbe un certo successo nell'usare i suoi buoni rapporti con il regime, in una certa misura, per proteggere la Chiesa dalla persecuzione. Anche lui in una occasione difese la chiesa di San Leone a Bucarest dalla demolizione.
A partire dagli anni '60, lo Stato iniziò a utilizzare sempre più la Chiesa ortodossa rumena in ambito internazionale, in particolare per entrare in contatto con i cristiani occidentali al fine di presentare un'immagine migliore del paese all'estero. Si concentrò in particolare sullo sviluppo delle relazioni con la Chiesa d'Inghilterra, che aveva favorito i contatti con la Romania sin dal periodo tra le due guerre. La Chiesa anglicana diede molto sostegno alla Chiesa ortodossa rumena, specialmente dopo l'elezione di Arthur Michael Ramsey ad arcivescovo di Canterbury nel 1961.
Il patriarca cercò di convincere un anglicano che rappresentava la sua confessione presso il Consiglio Mondiale delle Chiese che si stava prestando troppa attenzione alla questione della chiusura dei monasteri e affermò che la Chiesa si prendeva cura dei monaci. Non molto tempo dopo, la Chiesa ortodossa rumena fu accettata come membro del Consiglio Mondiale delle Chiese. La Chiesa fu usata all'estero per sostenere l'immagine della Romania, mentre allo stesso tempo all'interno del paese la gente continuava ad affrontare la continua propaganda ateistica.
La Chiesa ortodossa rumena negli Stati Uniti si divise tra quelli che hanno continuarono a riconoscere l'autorità del Santo Sinodo a Bucarest e quelli che non lo fecero. Il regime utilizzò questo potere per influenzare le attività della diaspora rumena dove l'opposizione politica era più difficile da controllare. Nel 1963, quando il vescovo per gli ortodossi rumeni negli Stati Uniti morì, fu nominato un nuovo vescovo, ma non poté prendere residenza perché gli fu negato il visto.
Vasile Lazarescu, arcieparca di Timișoara e metropolita del Banato, fu colto nell'aiutare le famiglie di alcuni preti imprigionati, e (seguendo la direzione dello Stato) fu quindi accusato dalla gerarchia ecclesiastica di appropriazione indebita e si ritirò in un monastero nel 1961.
Quando nel 1962 fu aperto il Concilio Vaticano II, la Chiesa ortodossa rumena fu l'unica Chiesa del blocco comunista che rifiutò di inviare rappresentanti e criticò il papa. Rifiutarono anche di partecipare all'incontro storico tra papa Paolo VI e il patriarca ecumenico Atenagora.
Nel 1963 la Società per la divulgazione della scienza e della cultura, un'organizzazione destinata a promuovere l'ateismo, pubblicò opuscoli contro la religione: "Adamo ed Eva: i nostri antenati?", "Quando e perché la religione appare?", "L'origine del cristianesimo", "Antologia dell'ateismo in Romania" e "La Bibbia in immagini". Il lavoro dell'ateo francese Léo Taxil, "La Bible amusante", fu tradotto anche in rumeno e pubblicato.
Nel 1964 il leader della Romania, Gheorghe Gheorghiu-Dej, disse all'ambasciatore austriaco :
Nel 1965, dopo che Chruščëv aveva fortemente attaccato la chiesa in Russia per diversi anni, il numero di preti a Mosca, su una popolazione di 7 milioni di abitanti era pari a 45. A Bucarest, su una popolazione di 1,5 milioni, grazie alla cooperazione e al trattamento preferenziale concesso dal regime, c'erano 430 sacerdoti.
Lo Stato continuò a cercare di presentare un'immagine positiva di sé a livello internazionale utilizzando le istituzioni religiose come strumenti. Nel 1965, il regime permise, per la prima volta dal 1945, al superiore di un ordine cattolico, quello dei padri salvatoriani, di visitare la Romania. Nel giugno del 1965 l'arcivescovo di Canterbury visitò il paese, incontrò membri di alto rango del governo comunista e del patriarcato e presenziò a una cena speciale offerta dal Dipartimento delle confessioni religiose. Quando l'arcivescovo chiese quale fosse l'atteggiamento del governo nei confronti delle minoranze religiose, il presidente del Consiglio dei ministri rispose che l'Inghilterra aveva stabilito un precedente storico impedendo a un sovrano ecclesiastico straniero di interferire negli affari nazionali. La più grande minoranza religiosa in Romania erano cattolici, ufficialmente esistevano ancora solo quelli di rito romano a causa della liquidazione dei greco-cattolici. L'arcivescovo Arthur Michael Ramsey, che desiderava compiacere il regime, elogiò i risultati economici del paese e rifiutò di criticare gli abusi della libertà religiosa o la propaganda ateista.

## 1965-1990
Quando Nicolae Ceaușescu acquisì un crescente controllo, gli unici enti religiosi che fornirono un notevole dissenso al regime erano i protestanti evangelici, che formavano solo una piccola parte della popolazione.
Ceaușescu strinse rapporti di lavoro personali con i leader di tutti i gruppi religiosi della Romania dopo essere salito al potere.
La visita dell'arcivescovo di Canterbury, realizzata grazie all'impegno del patriarca Justinian Marina, nonché la crescente attenzione alla situazione religiosa del paese dopo la visita, costrinsero il regime a smussare le attività anti-religiose fino alla morte del patriarca, nel 1977. Cessò di chiudere i monasteri, accettò di riabilitare i chierici precedentemente incarcerati e diede sostegno finanziario al restauro di alcune chiese di importanza storica.
Nel 1966 l'aborto fu messo fuori legge sulla base della necessità di raggiungere gli obiettivi demografici e rimase tale fino alla democratizzazione del paese dopo la caduta del comunismo. Questo contrastava con gli altri Stati comunisti, nei quali l'aborto era legalizzato, anche se la logica economica indicava la necessità di una forza lavoro più grande, e persino usato come arma ideologica contro le Chiese. Il regime concesse inoltre l'autorizzazione a costruire 300 nuove chiese.
Ceaușescu usò la Chiesa per i suoi sforzi nazionalistici nel separare la Repubblica Socialista di Romania dall'Unione Sovietica. Nel 1972 permise che suo padre fosse sepolto con una funzione di rito ortodosso trasmessa in diretta radio. Tollerò anche tacitamente i battesimi, i matrimoni e i funerali ortodossi per i funzionari comunisti che erano anche credenti. Concesse ampi sussidi finanziari a tutte le Chiese ed esentò chierici e seminaristi dal servizio militare. Alle Chiese fu anche permesso di gestire un'enorme rete di scuole domenicali.
Nel maggio del 1974 il patriarca Justinian Marina portò la Chiesa al Fronte dell'Unità e Democrazia Socialista, un gruppo nazionalista controllato dal partito.
Dopo la morte del patriarca, iniziò una nuova campagna contro la Chiesa nel paese. Questo coincise con un terremoto che lo stesso anno colpì la Romania meridionale e Bucarest. Questo portò a progetti di rinnovamento urbanistico che includevano la demolizione di alcune chiese. Il patriarca successivo, Iustin Moisescu, continuò tuttavia a lodare la leadership di Ceaușescu e la libertà religiosa concessa al popolo rumeno.
Padre Gheorghe Calciu-Dumitreasa nel 1979 fu condannato al carcere e in seguito mandato in esilio per aver predicato sermoni contro l'ateismo. Il patriarca Iustin Moisescu permise al Santo Sinodo di sconsacrare Dumitreasa e altri sacerdoti arrestati per lo stesso motivo. Tra il 1977 e il 1982, 22 chiese e monasteri furono demoliti e altri 14 vennero chiusi o trasferite in siti svantaggiosi.
I sacerdoti ortodossi rumeni in occidente furono dimessi dallo stato clericale dalla Chiesa ortodossa rumena per aver criticato la situazione religiosa del paese.
Negli anni '80 in Romania si verificarono alcuni risvegli religiosi e la gente poté impegnarsi in pratiche religiose più aperte, che le autorità tolleravano. Questa tolleranza era accompagnata da una repressione spietata, con leader religiosi carismatici soggetti a molestie, prigionia ed emigrazione forzata (e potenzialmente alla morte). Le congregazioni religiose che stavano diventando più grandi in questo risveglio, ebbero grandi difficoltà nel tentativo di ampliare le loro strutture e alcune tentarono di farlo senza il permesso del governo che rispose abbattendo le nuove costruzioni. Stampare e importare Bibbie era molto difficile e, a quanto si dice, le Bibbie potevano essere spappolate per fare la carta igienica.
Ceaușescu ri-sviluppò Bucarest dalla sua venuta al potere fino alla sua caduta. Egli non amava vedere le architetture religiose nella capitale e quindi 18 chiese e monasteri cittadini (tra cui la Sfânta Vineri, un monumento del XVII secolo) furono distrutti come parte della riqualificazione della città. Altre chiese vennero spostate per renderle meno visibili e intorno ad alcune vennero disposte altre costruzioni in modo da nascondere le loro strutture dalla vista. Nel 1986 fu distrutto il monastero di Vacaresti, un complesso risalente al XVIII secolo. Il patriarca Teoctist Arăpașu, cercò di contrastare il desiderio di Ceaușescu di demolire il palazzo patriarcale di Bucarest e trasferirlo nella città nord-orientale di Iași. Il numero di demolizioni delle chiese aumentò dopo che Teoctist Arăpașu divenne patriarca, nel 1986.
Nel 1986 il metropolita Antonie Plămădeală difese il programma di demolizione di chiese di Ceaușescu come parte della necessità di urbanizzazione e modernizzazione del paese. La gerarchia ecclesiastica si rifiutò di cercare di informare la comunità internazionale su quanto che stava accadendo.
Il dissenso diffuso dai gruppi religiosi in Romania non apparve fino a quando la rivoluzione non si diffuse nell'Europa dell'Est, nel 1989. Il patriarca Teoctist Arăpașu sostenne Ceaușescu fino alla fine del regime e arrivò a congratularsi con lui dopo l'uccisione di un centinaio di manifestanti a Timișoara, sostenendo che gli eventi erano stati causati da interferenze straniere. Fu solo il giorno prima dell'esecuzione di Ceaușescu, il 24 dicembre 1989, che il patriarca lo condannò come "un nuovo Erode assassino di bambini".
Dopo la fine del comunismo, il patriarca si dimise anche se tornò alcuni mesi dopo. Poco dopo il Santo Sinodo si scusò per coloro che "non avevano avuto il coraggio dei martiri".